# Tri Tunggal Bhakti
Tri Tunggal Bhakti is een bestuurslaag in het regentschap Kaur van de provincie Bengkulu, Indonesië. Tri Tunggal Bhakti telt 494 inwoners (volkstelling 2010).